# L'ora della verità (film 2004)
L'ora della verità (Return to Sender) è un film del 2004 diretto da Bille August.

## Trama
L'ex avvocato Frank Nitzche avvicina i prigionieri di un braccio della morte, nella speranza di recuperare le loro ultime lettere per rivenderle alla stampa. Qui incontra Charlotte Cory e si convince della sua innocenza.

## Riconoscimenti
- 2005 - IFTA Film & Drama Awards
  - Candidatura al miglior attore per Aidan Quinn[1]